# Le Marillais
Le Marillais est une ancienne commune française située dans le département de Maine-et-Loire, en région Pays de la Loire, devenue le 15 décembre 2015 une commune déléguée de la commune nouvelle de Mauges-sur-Loire.

## Géographie
Commune du Nord des Mauges, Le Marillais est située à l'ouest du département de Maine-et-Loire sur la rive gauche de la Loire, sur la route D 751, Orée d'Anjou - Mauges-sur-Loire.

## Histoire
Durant la guerre de Vendée, des fusillades ont lieu sur un pré, entre la chapelle Notre-Dame-du-Marillais et l'abbaye de Saint-Florent-le-Vieil.
Le 15 décembre 2015, la commune nouvelle de Mauges-sur-Loire naît de la fusion des onze communes de la communauté de communes, dont la création a été officialisée par arrêté préfectoral du 5 octobre 2015.

## Politique et administration

### Administration municipale

#### Administration actuelle
Depuis le 15 décembre 2015 Le Marillais constitue une commune déléguée au sein de la commune nouvelle de Mauges-sur-Loire et dispose d'un maire délégué.
| Période                                  | Période  | Identité       | Étiquette | Qualité |
| ---------------------------------------- | -------- | -------------- | --------- | ------- |
| décembre 2015                            | mai 2020 | Christian Boré |           |         |
| mai 2020                                 | en cours | Gaétane Gabory |           |         |
| Les données manquantes sont à compléter. |          |                |           |         |

#### Administration ancienne
| Période                                  | Période       | Identité       | Étiquette      | Qualité  |
| ---------------------------------------- | ------------- | -------------- | -------------- | -------- |
| mars 2001                                | décembre 2015 | Christian Boré | sans étiquette | retraité |
| Les données manquantes sont à compléter. |               |                |                |          |

### Ancienne situation administrative
La commune est membre en 2015 de la communauté de communes du canton de Saint-Florent-le-Vieil, elle-même membre du syndicat mixte Pays des Mauges. L'intercommunalité disparait à la création de la commune nouvelle.

## Population et société

### Évolution démographique
L'évolution du nombre d'habitants est connue à travers les recensements de la population effectués dans la commune depuis 1800. À partir du 1er janvier 2009, les populations légales des communes sont publiées annuellement dans le cadre d'un recensement qui repose désormais sur une collecte d'information annuelle, concernant successivement tous les territoires communaux au cours d'une période de cinq ans. 
Pour les communes de moins de 10 000 habitants, une enquête de recensement portant sur toute la population est réalisée tous les cinq ans, les populations légales des années intermédiaires étant quant à elles estimées par interpolation ou extrapolation. Pour la commune, le premier recensement exhaustif entrant dans le cadre du nouveau dispositif a été réalisé en 2005,.
En 2013, la commune comptait 1 130 habitants, en évolution de +13,45 % par rapport à 2008 (Maine-et-Loire : +3,3 %, France hors Mayotte : +2,49 %).
| 1800 | 1806 | 1821  | 1831 | 1836 | 1841 | 1846 | 1851 | 1856 |
| ---- | ---- | ----- | ---- | ---- | ---- | ---- | ---- | ---- |
| 658  | 693  | 1 046 | 700  | 694  | 669  | 651  | 691  | 724  |

| 1861 | 1866 | 1872 | 1876 | 1881 | 1886 | 1891 | 1896 | 1901 |
| ---- | ---- | ---- | ---- | ---- | ---- | ---- | ---- | ---- |
| 745  | 720  | 790  | 778  | 747  | 735  | 723  | 692  | 676  |

| 1906 | 1911 | 1921 | 1926 | 1931 | 1936 | 1946 | 1954 | 1962 |
| ---- | ---- | ---- | ---- | ---- | ---- | ---- | ---- | ---- |
| 626  | 625  | 577  | 543  | 518  | 510  | 545  | 558  | 573  |

| 1968 | 1975 | 1982 | 1990 | 1999 | 2005 | 2010  | 2013  | - |
| ---- | ---- | ---- | ---- | ---- | ---- | ----- | ----- | - |
| 607  | 601  | 704  | 651  | 674  | 863  | 1 084 | 1 130 | - |

### Pyramide des âges
La population de la commune est relativement jeune. Le taux de personnes d'un âge supérieur à 60 ans (21,3 %) est en effet inférieur au taux national (21,8 %) et au taux départemental (21,4 %).
Contrairement aux répartitions nationale et départementale, la population masculine de la commune est supérieure à la population féminine (51 % contre 48,7 % au niveau national et 48,9 % au niveau départemental).
La répartition de la population de la commune par tranches d'âge est, en 2008, la suivante :
- 51 % d’hommes (0 à 14 ans = 23,7 %, 15 à 29 ans = 14,4 %, 30 à 44 ans = 26,9 %, 45 à 59 ans = 15 %, plus de 60 ans = 19,9 %) ;
- 49 % de femmes (0 à 14 ans = 22,6 %, 15 à 29 ans = 19,5 %, 30 à 44 ans = 20,2 %, 45 à 59 ans = 15 %, plus de 60 ans = 22,7 %).

| Hommes | Classe d’âge | Femmes |
| ------ | ------------ | ------ |
| 1,3    | 90 ans ou +  | 1,8    |
| 7,5    | 75 à 89 ans  | 10,5   |
| 11,1   | 60 à 74 ans  | 10,4   |
| 15,0   | 45 à 59 ans  | 15,0   |
| 26,9   | 30 à 44 ans  | 20,2   |
| 14,4   | 15 à 29 ans  | 19,5   |
| 23,7   | 0 à 14 ans   | 22,6   |

| Hommes | Classe d’âge | Femmes |
| ------ | ------------ | ------ |
| 0,4    | 90 ans ou +  | 1,1    |
| 6,3    | 75 à 89 ans  | 9,5    |
| 12,1   | 60 à 74 ans  | 13,1   |
| 20,0   | 45 à 59 ans  | 19,4   |
| 20,3   | 30 à 44 ans  | 19,3   |
| 20,2   | 15 à 29 ans  | 18,9   |
| 20,7   | 0 à 14 ans   | 18,7   |

## Économie
Sur 64 établissements présents sur la commune à fin 2010, 20 % relevaient du secteur de l'agriculture (pour une moyenne de 17 % sur le département), 6 % du secteur de l'industrie, 19 % du secteur de la construction, 48 % de celui du commerce et des services et 6 % du secteur de l'administration et de la santé.

## Lieux et monuments
- L'île Poulas, sur les bords de la Loire, fut la propriété de Dubois "de la Patelire", depuis les années 1770, puis de ses descendants les Écomard, de Sainte-Pazanne ; les derniers terrains ont été vendus en 2003, par les enfants de Marie-Joseph Écomard.
- L'église Notre-Dame du Marillais[16].

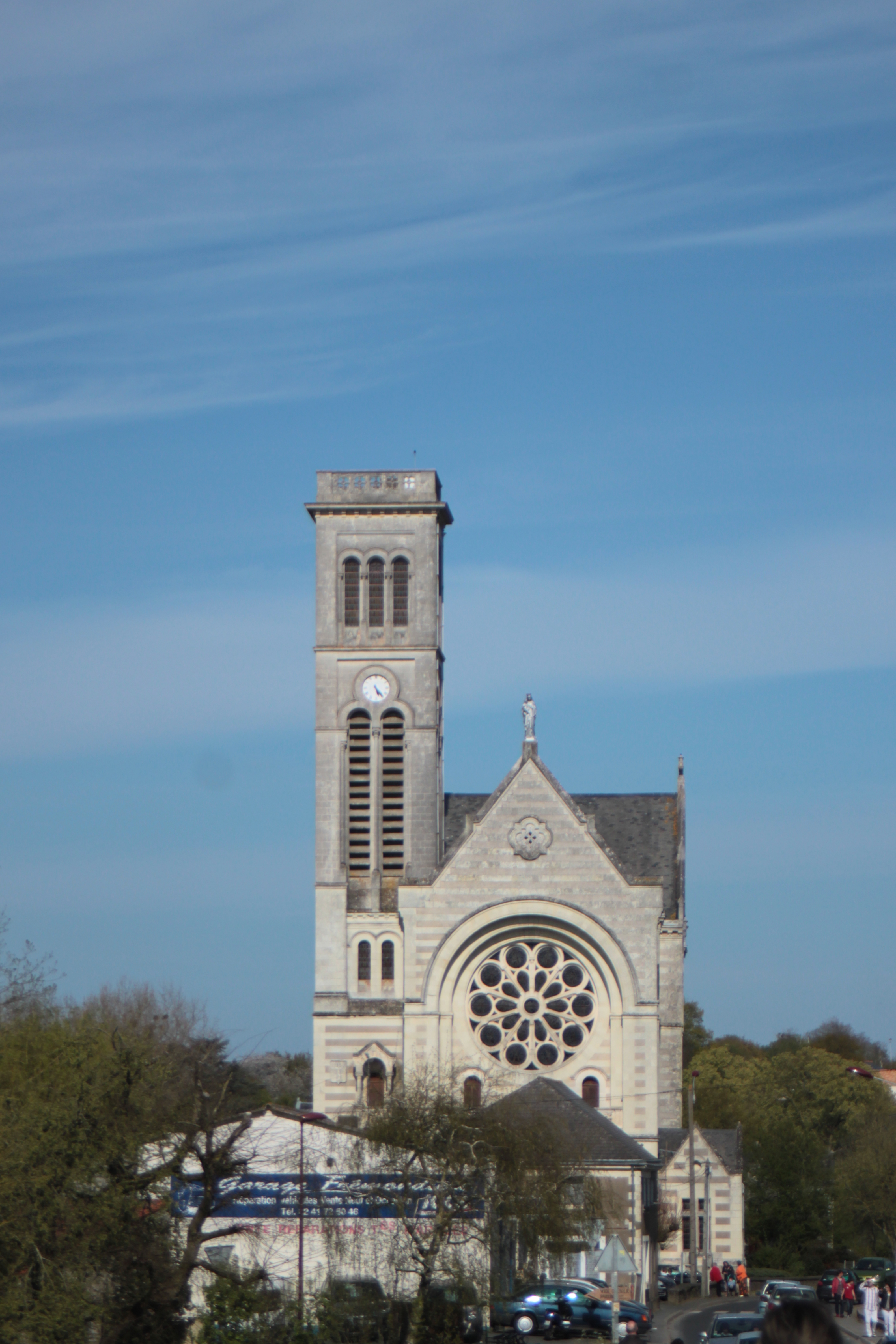
Le sanctuaire Notre-Dame du Marillais.
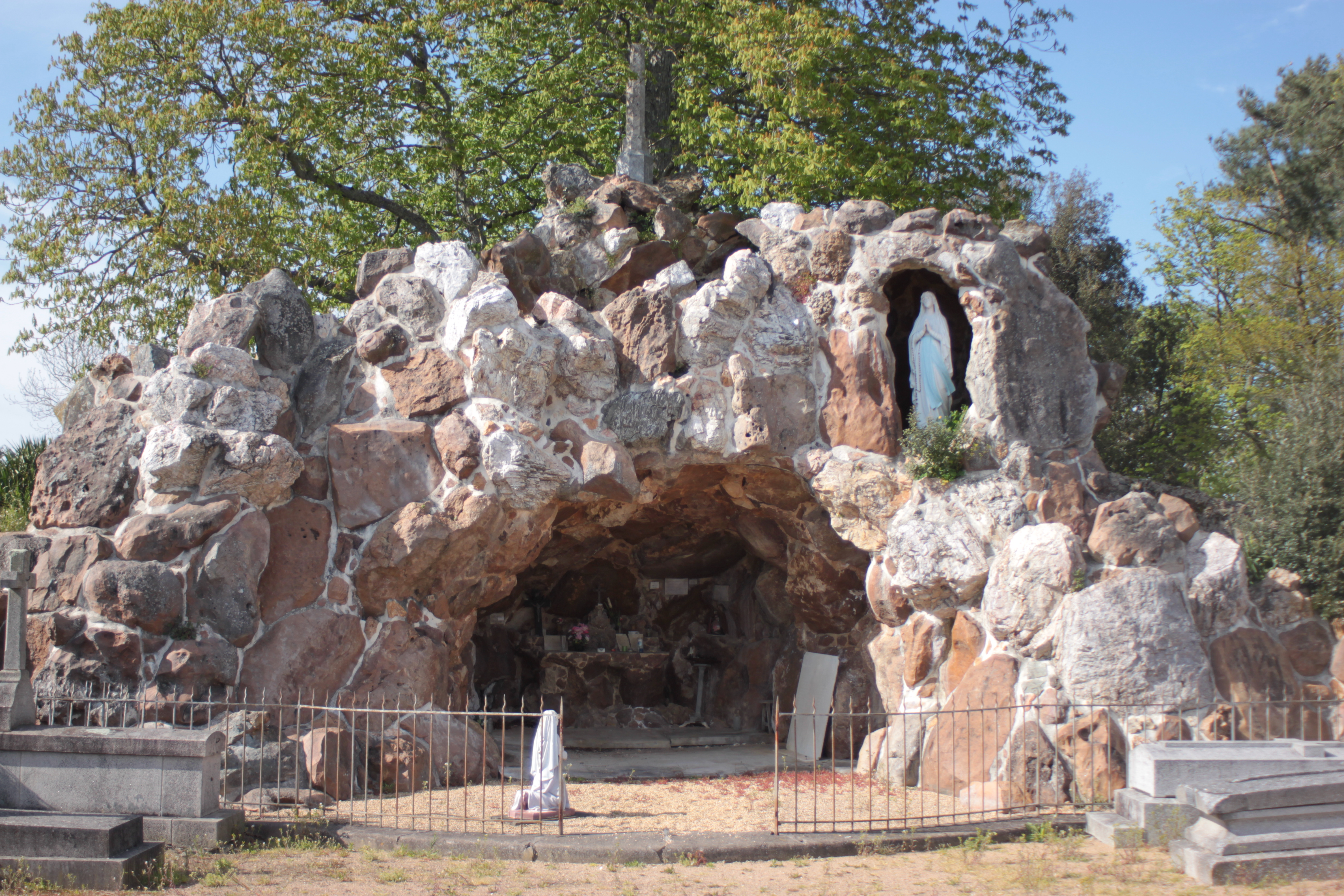
Réplique de la grotte de Lourdes, cimetière.
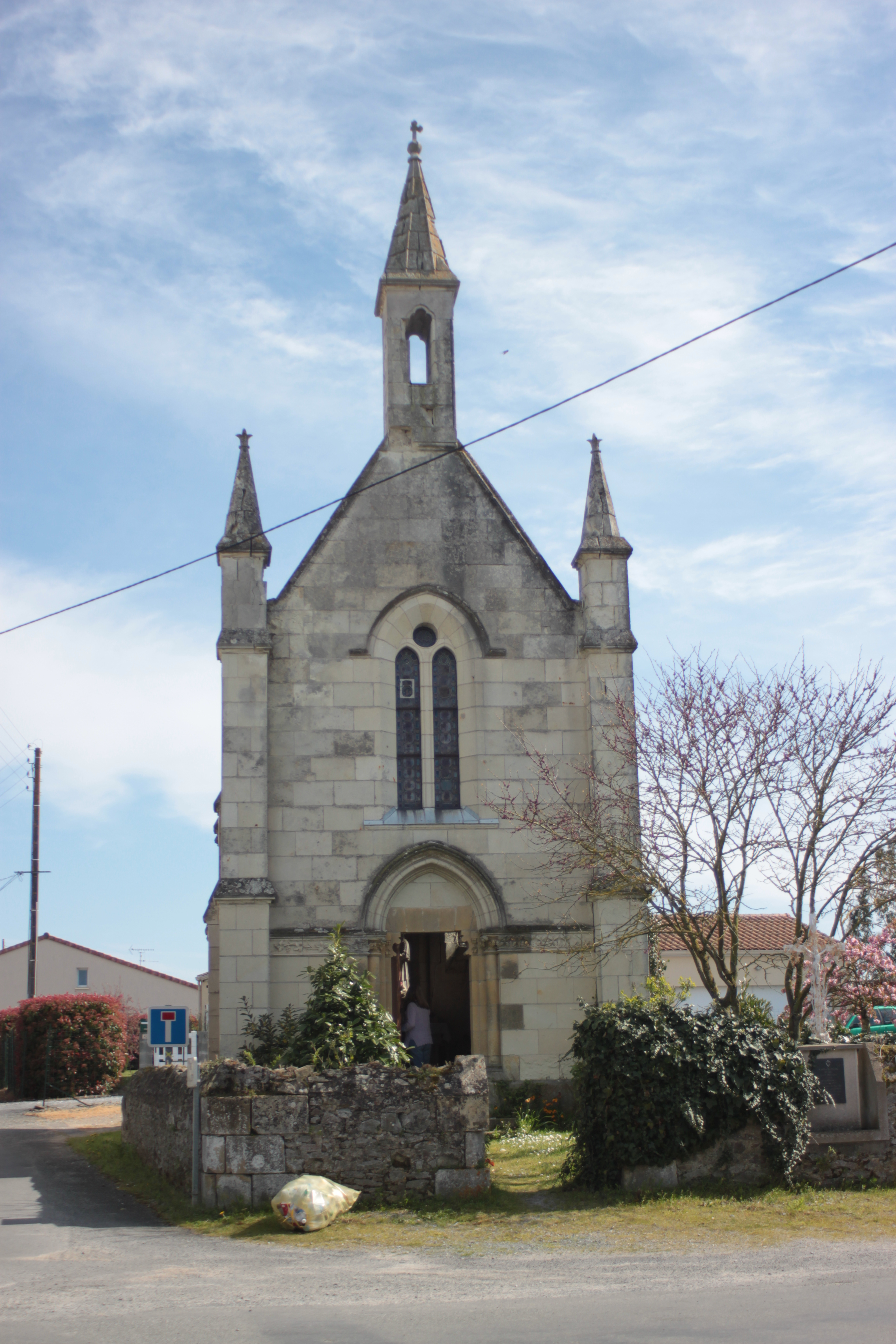
Chapelle Notre-Dame de la Salette.
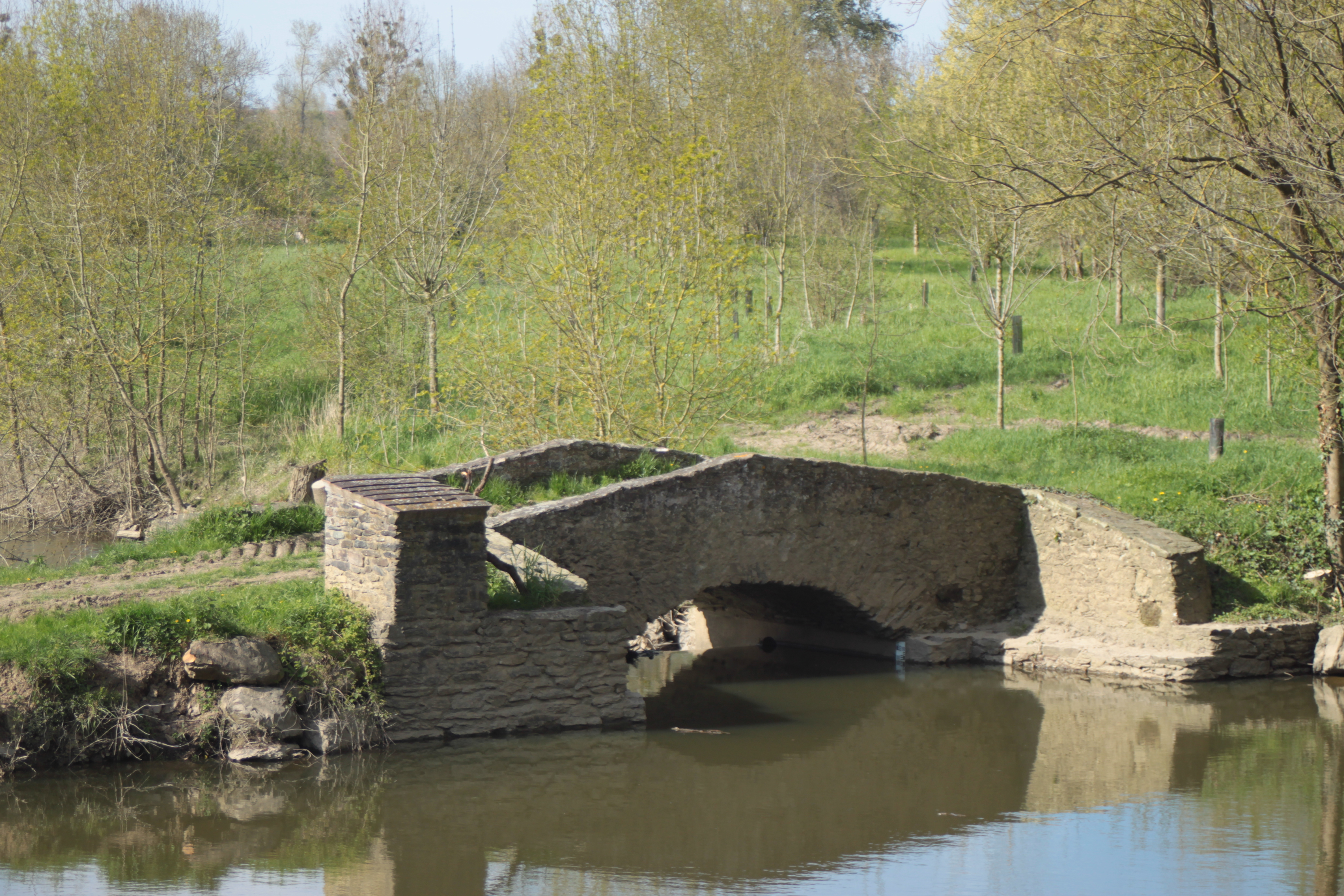
Pont sur l'Èvre, le Vieux-Bourg.